# Yuracaré
Gli Yuracaré sono un gruppo etnico dei bassipiani tropicali forestali della Bolivia.

## Storia e geografia
Appartenenti ad un gruppo linguistico isolato, senza relazioni chiare con le altre lingue indigene del continente americano, gli Yuracaré abitano attualmente le aree forestali lungo i fiumi della provincia Ichilo, del dipartimento di Santa Cruz, le provincia Carrasco e Chapare del dipartimento di Cochabamba, e la provincia Moxos del dipartimento di Beni.
Tra le provincie Carrasco, Chapare e Moxos, lungo il rio Chapare, è ubicato il TCO (Territorio Comunitario d'Origine) degli Yuracaré, assegnato ufficialmente negli anni '90 dal governo boliviano e con una estensione di più di 60.000 ettari.
Attualmente le comunità Yuracarè contano complessivamente tra 2.500 e 3.000 persone, dedite alla pesca, ad attività agricole di sussistenza o alla raccolta in forma sostenibile dei prodotti della foresta.